# Henryk Nitecki
Henryk Wincenty Nitecki, także jako Józef Zaremba (ur. 21 stycznia 1897 w Kielcach, zm. 22 kwietnia 1976 w Halifaksie) – oficer piechoty Wojska Polskiego II RP i Polskich Sił Zbrojnych, mianowany pułkownikiem w 1966 przez Prezydenta RP na uchodźstwie.

## Życiorys
Urodził się 21 stycznia 1897 w Kielcach. Po wybuchu I wojny światowej 1914 został żołnierzem Legionów Polskich, służył w 6 kompanii 6 pułku piechoty w składzie III Brygady, od 1915 w I batalionie 5 pułku piechoty w składzie II Brygady. W 1918 był internowany w obozie Szczypiornie .
Po odzyskaniu przez Polskę niepodległości został przyjęty do Wojska Polskiego. W 1919 służył w Milicji Ludowej jako dowódca kompanii, następnie dowódca i instruktor szkoły podoficerskiej batalionu, w tym samym roku był dowódcą 1 kompanii IV Warszawskiego batalionu zapasowego. W 1920 był dowódcą batalionu 36 pułku piechoty .
Od 1921 działał jako referent Samodzielnego Referatu Informacyjnego Dowództwa Okręgu Generalnego „Kielce” . Został awansowany do stopnia porucznika piechoty ze starszeństwem z dniem 1 czerwca 1919. Od 1923 jako oficer 75 pułku piechoty w Królewskiej Hucie był przydzielony do  Powiatowej Komendy Uzupełnień Sosnowiec na stanowisko oficera instrukcyjnego. W marcu 1926 został przydzielony z PKU Sosnowiec do macierzystego 75 pp. Został awansowany do stopnia kapitana piechoty ze starszeństwem z dniem 1 stycznia 1927. Od 1927 pełnił stanowisko kierownika placówki wywiadowczej Oddziału II Sztabu Generalnego Wojska Polskiego na Niemcy . W 1928 był oficerem 2 batalionu strzelców w Starogardzie. Od 1932 był dowódcą kompanii w 52 pułku piechoty w Złoczowie. Przeniesiony do Korpusu Ochrony Pogranicza został przydzielony do wywiadu KOP i pełnił funkcję kierownika placówki wywiadowczej KOP nr 9 w Czortkowie (od 9 czerwca 1933 do 1935) oraz placówki wywiadowczej KOP nr 10 w Tarnopolu, podlegających szefowi Ekspozytury Nr 5 Oddziału II Sztabu Generalnego WP . Od 1935 w stopniu majora sprawował stanowisko II zastępcy szefa wywiadu KOP .
Po wybuchu II wojny światowej w trakcie kampanii wrześniowe objął także funkcję szefa Wydziału Wywiadu Wojennego (Wydział „Z”). We wrześniu opuścił Polskę i trafił do Rumunii, tam od 1940 pracował w Ekspozyturze „R" Oddziału II Sztabu Naczelnego Wodza w Bukareszcie. Został aresztowany, a w 1941 uciekł z osadzenia .
Wstąpił do ewakuujących się Polskich Sił Zbrojnych z ZSRR, w 1941 był referentem Ekspozytury „T" Oddziału II Sztabu Naczelnego Wodza w Jerozolimie. Następnie został oficerem Polskich Sił Zbrojnych. Służył w 2 Brygadzie Czołgów, w której od 1942 był dowódcą 9 kompanii warsztatowej, w 1945 był szefem służby warsztatowo-naprawczej, od 1945 dowódcą Oddziału Warsztatowo-Naprawczego w przemianowanej 2 Brygadzie Pancernej. Po wojnie był oficerem Polskiego Korpusu Przysposobienia i Rozmieszczenia w latach od 1947 do 1949 .
Od 1949 przebywał w Kanadzie . Działał w organizacjach kombatanckich w amerykańskim Detroit. W 1966 Prezydent RP na uchodźstwie August Zaleski mianował go pułkownikiem w korpusie oficerów piechoty. Zmarł 22 kwietnia 1976 w kanadyjskim Halifax .

## Ordery i odznaczenia
- Krzyż Niepodległości – 6 czerwca 1931 roku „za pracę w dziele odzyskania niepodległości”[17]
- Krzyż Kawalerski Orderu Odrodzenia Polski (3 maja 1961, za zasługi w długoletniej pracy w polskich organizacjach byłych wojskowych w Detroit)[18]
- Krzyż Walecznych – czterokrotnie